# Louis Vincent
Pour les articles homonymes, voir Vincent.
Louis Vincent, né en 1780, est un ingénieur des ponts, des eaux et des forêts français.
Il fait partie de l'expédition d'Égypte.
Le 14 août 1799, il part du Caire avec la commission Fourier, pour achever l'exploration de la Haute-Égypte.